# Mainburg
Mainburg là một thị xã ở huyện Kelheim, bang Bayern, Đức. Mainburg nằm bên sông Abens, 30 km về phía tây bắc Landshut và 30 km về phía đông nam Ingolstadt.
Bản mẫu:Cities and towns in Kelheim (district)